# Palacio de la Magdalena
Palacio de la Magdalena är ett palats i staden Santander.. Det ligger i regionen Kantabrien, i den norra delen av landet, 300 km norr om huvudstaden Madrid. Palacio de la Magdalena ligger 41 meter över havet.